# Фруктозо-1,6-бисфосфат
Фруктозо-1,6-бисфосфат  — органическое соединение, сложный эфир фруктозы и ортофосфорной кислоты, продукт ферментативного окисления глюкозы, важнейший интермедиат (промежуточное соединение) гликолиза. Образуется в ходе фосфофруктокиназной реакции из фруктозо-6-фосфата с использованием энергии аденозинтрифосфорной кислоты (АТФ). Фактически эта реакция является лимитирующей в скорости протекания гликолиза и её регуляция определяет интенсивность гликолиза в целом. Способность к образованию и метаболизму фруктозо-1,6-бисфосфата различна в разных органах млекопитающих. В живых организмах присутствует единственная биологически активная форма этого соединения — β-D изомер.

## Применение в медицине
Введенная извне обладает мощным органопротективным действием при различных патологических состояниях, связанных с дефицитом кислорода. Основной механизм действия экзогенного фруктозо-1,6-бисфосфата связан с субстратной активацией фосфофруктокиназы, пируваткиназы и лактаткиназы и, в конечном итоге, с увеличением внутриклеточного высокоэнергетического фосфатного пула. Его внутриклеточная концентрация варьирует в зависимости от «специализации» клетки. Концентрация фруктозо-1,6-бисфосфата внутри человеческих эритроцитов составляет 6-10 мг/л клеток. Фруктозо-1,6-бисфосфат показывает значительную протективную активность при геморрагическом и травматическом шоках и содействует успешной реанимации. Также это соединение обладает выраженным защитным эффектом на ткань головного мозга, снижая последствия гипоксического стресса. Нейропротекторное действие фруктозо-1,6-бисфосфата против различных нейротоксических факторов связано с тороможением синтеза бета-амилоида. При этом играет роль не только стимулирование энергетических ресурсов, а также возможность фруктозо-1,6-бисфосфата выступать в качестве модулятора сигнальных систем (протеинкиназ и фосфолипаз) PLC и MEK/ERK в регуляции гомеостаза кальция внутри митохондрий.
Доказаное антиконвульсивное (противоэпилептическое) действие ФДФ, по-видимому, связано со способностью нормализовать уровень кальция в нейронах.
Эффекты фруктозо-1,6-бисфосфата усиливаются другими макроэргическими соединеними однонаправленного действия (фосфокреатином, 2,3-фосфоглицератом). 
В последнее время установлен существенный антиагрегантный эффект ФДФ, связанный с блокадой АДФ-рецепторов тромбоцитов, что может иметь важное клиническое значение в профилактике кардио-васкулярных событий.
Кроме того, в ходе рандомизированных контролированных исследований установлен кардиозащитный эффект фруктозо-1,6-бисфосфата при передозировке сердечных гликозидов.
В последнее время с помощью применения фруктозо-1,6-бисфосфата связывают надежды в профилактике ряда заболеваний сердечно-сосудистой системы, таких как метаболический синдром, сахарный диабет, атеросклероз. Предложены подходы по влиянию на новые факторы риска, где гипофосфатемия рассматривается как независимый фактор риска.

## Хелатирование железа
Последние исследования показали способность фруктозо-1,6-бисфосфата хелатировать ионы Fe2+, стабилизируя их. В физиологических условиях ионы Fe2+ могут окислятся в Fe3+, что способствует образованию активных форм кислорода. Накопление ионов железа связывают с такими заболеваниями, как болезнь Альцгеймера и болезнь Паркинсона, однако до сих пор доподлинно не известно, является ли избыток железа важным фактором в развитии этих заболеваний и может ли фруктозо-1,6-бисфосфат помочь нивелировать этот эффект.

## Гликолиз
| β-D-фруктозо-6-фосфат | Фосфофруктокиназа         | Фосфофруктокиназа         | β-D-фруктозо-1,6-бисфосфат | Альдолаза | Альдолаза | D-глицеральдегид-3-фосфат |   | дигидроксиацетонфосфат |
|                       |                           |                           |                            |           |           |                           | + |                        |
| АТФ                   | АДФ                       |                           |                            |           |           |                           |   |                        |
|                       |                           |                           |                            |           |           |                           |   |                        |
| Pi                    | H2O                       |                           |                            |           |           |                           |   |                        |
|                       |                           |                           |                            |           |           |                           |   |                        |
|                       | Фруктозо-1,6-бисфосфатаза | Фруктозо-1,6-бисфосфатаза |                            | Альдолаза | Альдолаза |                           |   |                        |